# ナイアガラ・フォールズ州立公園

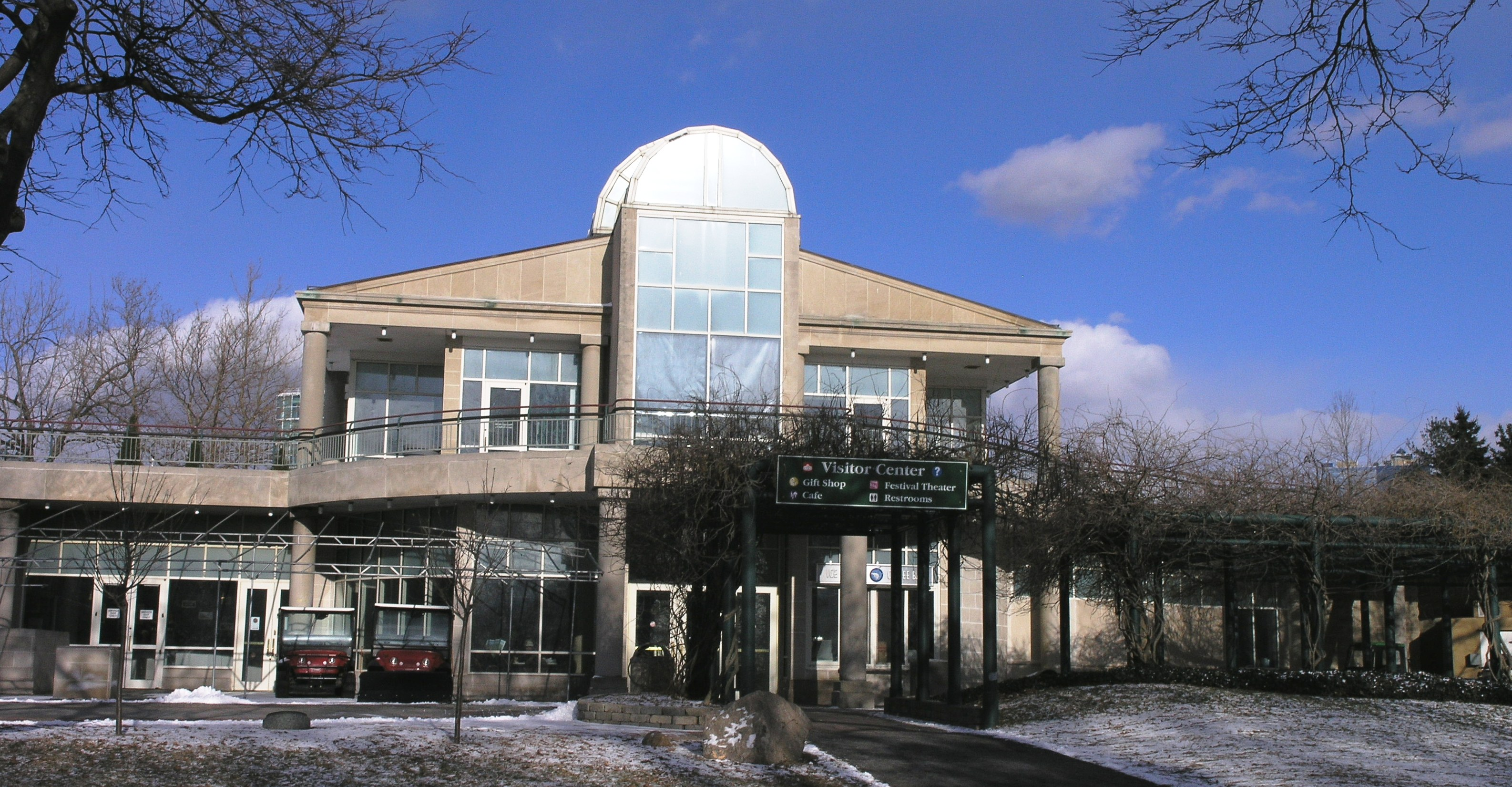
ビジターセンター

ナイアガラ・フォールズ州立公園（Niagara Falls State Park）は、ニューヨーク州ナイアガラ郡ナイアガラ・フォールズに位置する。公園内には、アメリカ滝、ブライダルベール滝とカナダ滝の一部がある。
ナイアガラ・フォールズ州立公園は、アメリカ合衆国で最も古い州立公園である。1885年、ナイアガラ保護区がつくられ、ナイアガラ政府支出金として署名され、法律として承認された。ニューヨーク州議員・トーマス・ヴィンセント・ウェルチは、法案の署名に深く関わり、公園開設から1903年まで公園の初代最高責任者を18年間務めた。
ナイアガラ保護区は、1963年にアメリカ合衆国国定歴史建造物となった。これは、ナイアガラ・フォールズ国家遺産地域への主な寄与となった。
公園はさらに、ナイアガラ峡谷を見下ろし、霧の乙女号でのアクセスや、風の洞窟、ナイアガラの滝の他のアトラクションの許可をしている。
公園では、博物館、食品売り場、映画館、土産屋、花火、ハイキング遊歩道、ピクニック・テーブル、レクリエーション・イベント及び魚釣りを提供している。
2007年、ナイアガラ・フォールズ州立公園が、トゥデイ・ショーにより、アメリカで10番目に美しいスポットとされた。

## 観光名所
- ゴート島
- 風の洞窟
- アメリカ滝
- ブライダルベール滝
- 霧の乙女号
- プロスペクト・ポイント・パーク展望タワー
- ニコラ・テスラ像
- Niagara: Miracles, Myths and Magic - ナイアガラ・アドベンチャー・シアターで見られる

## ディスカバリー・パス
ナイアガラの滝では、観光客に、より安い料金で観光スポットに入場できるゲスト・パスを提供している。
チケットを供給：
- 風の洞窟
- 霧の乙女号
- Niagara: Miracles, Myths and Magic
- ナイアガラ峡谷ディスカバリー・センター
- ナイアガラ水族館
- ナイアガラ・シーニック・トロリー

チケットが利用可能：
- ナイアガラ砦
- アートパーク
- フランク・ロイド・ライトのマーティン・ハウス・コンプレックス
- ロックポート・ロックとエリー運河クルージング
- ナイアガラ・ワックス歴史博物館
- アメリカ側ナイアガラ・フォールズのファッション・アウトレット

## トップ・オブ・ザ・フォールズ・レストラン
ナイアガラ・フォールズ州立公園はさらに、ホースシュー滝を見下ろすゴート島のレストランを経営している。